# Doctor Dré
Doctor Dré, pseudonimo di André Brown (Westbury, 5 dicembre 1963), è un disc jockey e produttore discografico statunitense, uno dei più importanti vj di MTV, meglio conosciuto come il conduttore della trasmissione televisiva di MTV sulla musica rap Yo! MTV Raps insieme a Ed Lover tra la fine degli anni ottanta e l'inizio degli anni novanta.

## Carriera
All'inizio degli anni ottanta, Doctor Dré, all'epoca con il nome di André A. Brown, T-Money, Rapper G, Easy G e Wildman Steve formano un collettivo chiamato "Concept Crew". Dal 1986, il gruppo inizia a chiamarsi come "Original Concept". Nel febbraio dello stesso anno, pubblicano la loro prima registrazione, Knowledge Me. Il lato b di questa canzone, Can You Feel It, diviene il loro primo singolo: questo pezzo diverrà in seguito uno dei più campionati nella storia dell'hip-hop.
Nel 1988 il gruppo firma con la label Def Jam, pubblicando il loro primo album nello stesso anno: Straight From the Basement of Kooley High!. In seguito i membri del collettivo intrapresero carriere soliste avendo maggior successo come personaggi televisivi o dj radiofonici.
Nel 1994, sotto lo pseudonimo Doctor Dré, pubblica Back Up Off Me assieme a Ed Lover: il disco, prodotto dalla Relativity, vede le collaborazioni di Lords of the Underground, Erick Sermon, Keith Murray e di Notorious BIG nella traccia Who's the Man?.

## Discografia
- 1994 – Back Up Off Me! (con Ed Lover)

### Con gli Original Concept
- 1988 – Straight From the Basement of Kooley High!

## Filmografia
- 1993 - Who's the Man?